# Isla Herschel (Canadá)
La isla Herschel (en inglés: Herschel Island) es una isla canadiense en el mar de Beaufort (parte del océano Ártico), que se encuentra a 5 km  de la costa del Territorio del Yukón, de la que administrativamente es parte. Es además el punto más al norte de ese Territorio del Yukón.
El primer europeo en avistar la isla fue el explorador sir John Franklin, que llegó en 1826 en la Expedición Río Mackenzie y le dio el nombre de su amigo, el científico inglés sir John Herschel. En el momento de las exploraciones de Franklin había tres asentamientos de los inuvialuit en Herschel.

## Véase también

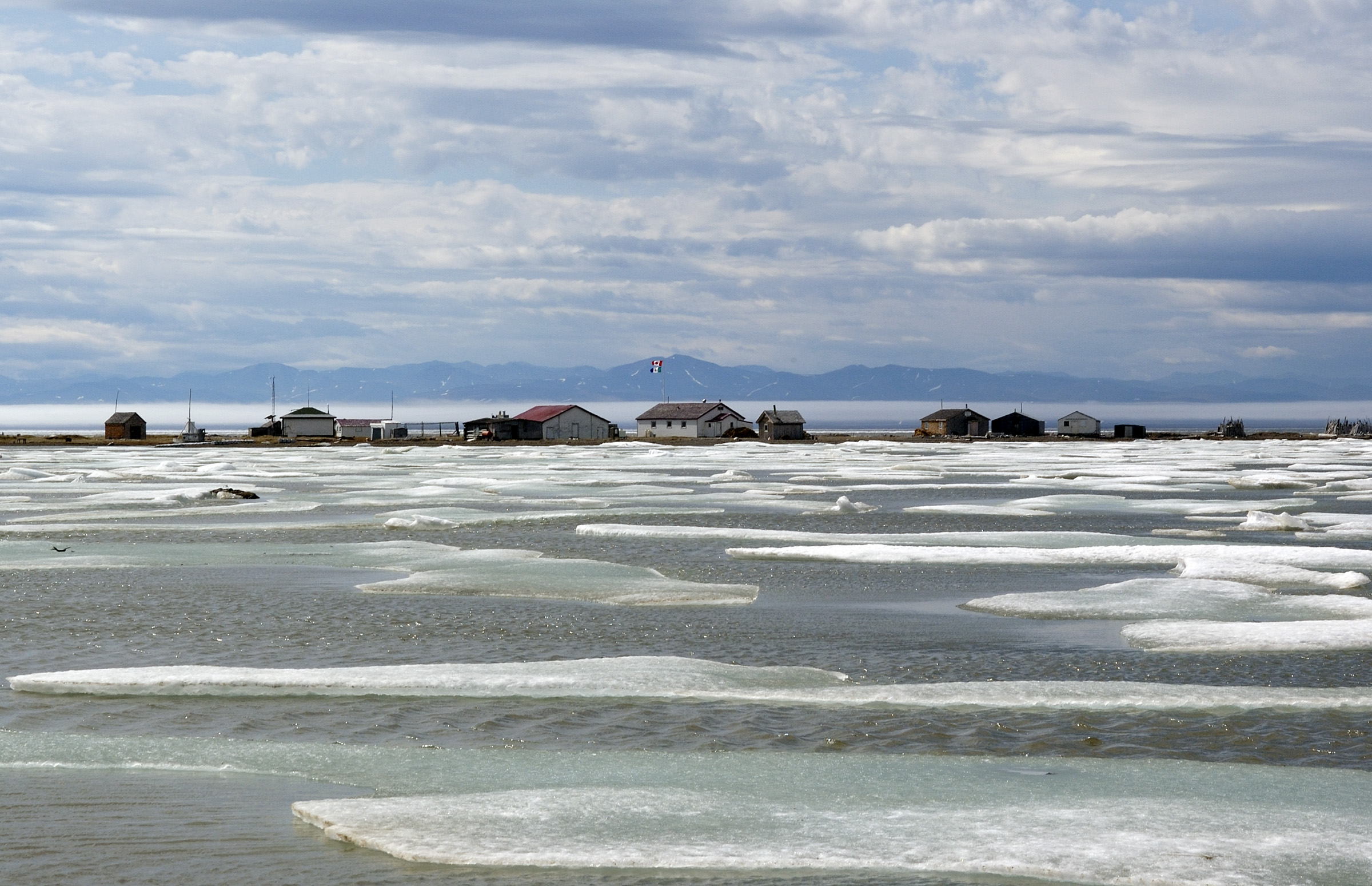
Vista de de la isla